# 71e brigade de missiles antiaériens de la Garde
Pour les articles homonymes, voir 71e brigade.
La 71e brigade de missiles antiaériens de la Garde (en russe : 71-я гвардейская зенитная ракетная бригада) est une brigade de missiles antiaériens des troupes de défense aérienne des forces terrestres russes (no   d'unité 01879).
La brigade fait partie du 35e armée combinée du district militaire est, basée à Belogorsk, dans l'oblast de l'Amour.

## Historique
Formée à partir du 5 mai 1968, la date officielle d'achèvement de la 71e brigade est le 1er juillet 1968. À cette époque, la brigade est dotée d'un effectif complet et comprend un commandement de brigade et trois bataillons distincts. Sa garnison est située dans le village de Srednebeloïe-2, dans le raïon d'Ivanovo (oblast de l'Amour). Son premier commandant est le lieutenant-colonel Mikhaïl Andreïevitch Svechnikov.
Le 13 décembre 1972, la brigade reçoit l'« Insigne d'honneur d'anniversaire » pour ses hautes performances au combat et son entraînement réalisées lors d'une compétition pour commémorer le 50e anniversaire de la fondation de l'URSS. La 71e brigade est composée de quatre bataillons de missiles antiaériens : les 529e, 530e, 533e et 584e.
Le 25 février 1981, la brigade reçoit son étendard de bataille. En 1992, elle passe au nouveau système de missiles antiaériens Bouk-M1. La même année, la 584e bataillon indépendant de missiles antiaériens est reformé au sein de la brigade.
La 71e brigade participe à des exercices tactiques de tir réel sur les terrains d'entraînement d'Emba, Telemba et Kapoustine Iar en 1969-1973, 1977, 1980, 1983-1985, 1987, 2001, 2003, 2005, 2007, 2010, 2012 et 2013.
Le 30 novembre 2011, la brigade reçoit un nouveau étendard de bataille, avant de rejoindre la ville de Belogorsk le 1er octobre 2012.
Du 3 au 5 septembre 2015, des unités de la brigade assurent la sécurité des frontières aériennes lors du forum économique oriental dans la ville de Vladivostok.
En mars 2022, après le début de l'invasion de l'Ukraine par la Russie, 32 soldats de la brigade refusent de participer aux hostilités sur le territoire ukrainien.
Par décret no 148 du Président de la fédération de Russie du 9 mars 2023, la brigade reçoit le titre honorifique de la « Garde ».

## Commandants
- Colonel Mikhaïl Andreïevitch Svechnikov (1968-1970)[1],
- Lieutenant-colonel Semion Dementievitch Choubarev (1971-1976),
- Lieutenant-colonel Anatoli Ivanovitch Sein (1976-1977),
- Lieutenant-colonel Viktor Vassilievitch Vassilenko (1977-1983),
- Colonel Guennadi Fedorovitch Letnikov (1984-1985),
- Lieutenant-colonel Ivan Alekseïevitch Tsys (1986-1987),
- Lieutenant-colonel Alexeï Ivanovitch Kalachnikov (1988-1991),
- Colonel Alexandre Stanislavovitch Iourassov (1991-1995),
- Colonel Viktor Ivanovitch Tkachev (1996-1998),
- Colonel Sergueï Stanislavovitch Sviridov (1999-2000),
- Colonel Boris Mikhaïlovitch Oleïnik (2001-2007),
- Colonel Iouri Anatolievitch Pissine (2007-2008),
- Colonel Iouri Nikolaïevitch Chestakov (2009-2011),
- Colonel Vitali Vladimirovitch Gouriev (2011-2013),
- Colonel Oleg Afanassievitch Filatenkov (de 2013 à 2022).
- Colonel de la Garde Sergueï Mikhaïlovitch Nijnik (depuis 2022).